# Louis Seel
Louis Seel (* 25. April 1881 in Wiesbaden; † 1958 ebenda) war ein Wiesbadener Maler der Klassischen Moderne.

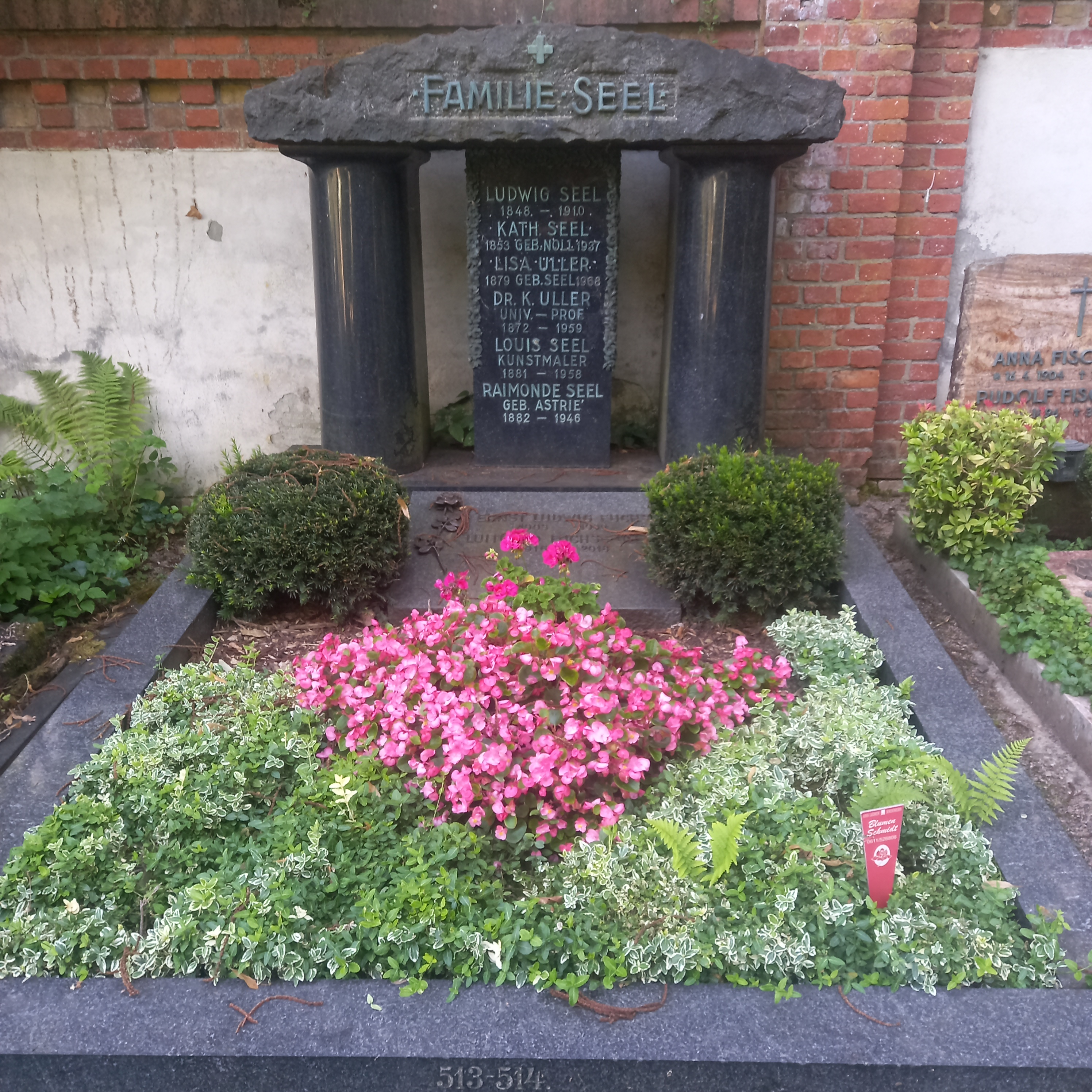
Das Grab von Louis Seel und seiner Ehefrau Raimonde geborene Astrie im Familiengrab auf dem Nordfriedhof in Wiesbaden

## Leben und Werk

### Die künstlerischen Anfänge
Seel war der künstlerisch ambitionierte Sohn eines vermögenden Bauunternehmers. Seine Schulausbildung absolvierte er in der Schweiz.
Vor 1900 arbeitete Seel in einem Wiesbadener Architektenbüro. Aus der damaligen Zeit haben sich verschiedene Handzeichnungen erhalten, z. B. zur Architektur des Nassauischen Hofs, aber auch Veduten, z. B. des Schiersteiner Hafens.
1901 nahm er das Studium der Malerei an der Kunstakademie in Karlsruhe auf. Dem Vater zuliebe belegte er dort auch das Fach Architektur. Anschließend besuchte er die Städelsche Kunstakademie in Frankfurt.

### Paris, 1905–1914
Ab 1905 war Seel in Paris und lebte in demselben Haus, in dem Henri Matisse sein Atelier unterhielt. Er verkehrte mit Pierre Bonnard, Marie Laurencin und den Künstlern des Café du Dôme. Seine Malerei folgte in jenen Jahren mit bunten Farben stilistisch dem Rezept der Gauguin-Schule von Pont-Aven.

### Spanien, 1914–1919
Frankophil gesinnt, zog sich Seel bei Ausbruch des Ersten Weltkriegs überstürzt nach Spanien zurück und hinterließ in Paris den Großteil seiner bis dahin in Frankreich entstandenen Arbeiten. Sein melancholisches „Selbstbildnis mit Palette“ von 1914 im Museum Wiesbaden zeugt in verhaltenen Farben von einer Bedrücktheit, die allen expressionistischen Malern in jener Zeit als Merkmal eigen ist. Kurze Zeit darauf entstanden wieder bunte Bilder mit abstrakten Formen, die deutlich dem Orphismus von Delaunay folgen.

### Südfrankreich, 1919–1939
Nach Kriegsende kam Seel 1919 für kurze Zeit nach Paris zurück und fand kein einziges seiner dort zurückgelassenen Bilder mehr vor. Er kehrte darauf der französischen Metropole den Rücken und ging nach Südfrankreich, wo er zunächst an verschiedenen Orten lebte. Aus Villeneuve-lès-Avignon hat sich z. B. eine Stadtansicht erhalten, wo Seel einen Standpunkt wählte, den schon 1836 Corot eingenommen hatte, um eine Ansicht des Rhone-Städtchens zu malen. Schließlich ließ er sich für zwanzig Jahre in Saint-Paul-de-Vence nieder. Zunächst wohnte er dort in einem „Künstlerheim“. Charakteristisch für seine Bilder, die dort entstanden, ist eine gedämpfte Farbigkeit und vereinfachende bzw. abstrahierende Formen.

### Wiesbaden
Der Anlass, 1939 mit seiner aus den französischen Pyrenäen stammenden Frau nach Deutschland zurückzukehren, war wohl, dass Seel bei Ausbruch des Zweiten Weltkriegs befürchten musste, er könne als Deutscher in Frankreich in ein Internierungslager eingeliefert werden. Überstürzt spannte er seine Leinwandgemälde von den Keilrahmen und transportierte – so viele, wie möglich – gerollt in seine Heimatstadt nach Wiesbaden.
Nach dem Tod seiner Frau 1946 lebte er bescheiden und zurückgezogen im Kaiser-Friedrich-Ring 60 und malte nur noch selten. Als Seel 1958 starb, wurde er auf dem Nordfriedhof beerdigt.